# Mesa Airlines
Mesa Airlines Inc. (діє як Mesa Airlines, NASDAQ: MESA) — регіональна авіакомпанія Сполучених Штатів Америки зі штаб-квартирою у місті Фінікс (Аризона), США, є повністю дочірнім підрозділом авіаційного холдингу Mesa Air Group і працює під операційним сертифікатом MASA036A, виданим Федеральним Управлінням цивільної авіації США 29 червня 1979 року.
Mesa Airlines виконує рейси в понад 160 пунктів призначення Західного півкулі. За даними журналу «Journal of Air Transportation» авіакомпанія Mesa Airlines має один з найкращих показників в області авіаційної безпеки серед регіональних авіакомпаній США.

## Операційна діяльність
Mesa Airlines здійснює пасажирські авіаперевезення під такими торговими марками (брендами):
- United Express авіакомпанії магістральної авіакомпанії United Airlines літаки Bombardier CRJ-200, Bombardier CRJ-700 і De Havilland Canada Dash 8. Як головні вузлові аеропорти використовуються Міжнародний аеропорт Денвер, Міжнародний аеропорт Вашингтон Даллес і Міжнародний аеропорт о'хара;
- US Airways Express магістральної авіакомпанії US Airways на літаках Bombardier CRJ 200, Bombardier CRJ-900 і De Havilland Canada Dash 8. Як головні хаби використовуються Міжнародний аеропорт Фенікс Скай-Харбор і Міжнародний аеропорт Шарлотт/Дуглас;
- Delta Connection — дочірнього перевізника Freedom Airlines авіакомпанії Delta Air Lines;
- go!Express авіакомпанії go! — для польотів на лайнерах Bombardier CRJ-200 між Міжнародним аеропортом Гонолулу і аеропортами Гавайських островів.

### Колишні дочірні авіакомпанії
- CalPac (California Pacific) (1993-1995)
- Desert Sun Airlines (1995-1996)
- FloridaGulf Airlines (1991-1997)
- Liberty Express Airlines (1994-1997)
- Mountain West Airlines (1995-1996)
- Skyway Airlines (1989-1994)
- Superior Airlines (1994-1995)
- Air Midwest (1991-2008)

## Історія
В період з 1989 по 1998 роки Mesa Airlines працювала з вісьмома регіональними авіакомпаніями, що входили у спільний авіаційний холдинг Mesa Air Group. Нижче перераховуються основні факти з історії періодів спільної діяльності цих авіакомпаній з Mesa Airlines.

### Mesa Airlines/Mountain West Airlines
З 1995 по 1997 роки Mesa Airlines була відома під торговою маркою Mountain West Airlines, яка мала сильну маршрутну мережу і чотири головних транзитних аеропортів для роботи під чотирма різними брендами, з яких до кінця 2006 року залишилися тільки два — America West Express і United Express.

#### Початок діяльності

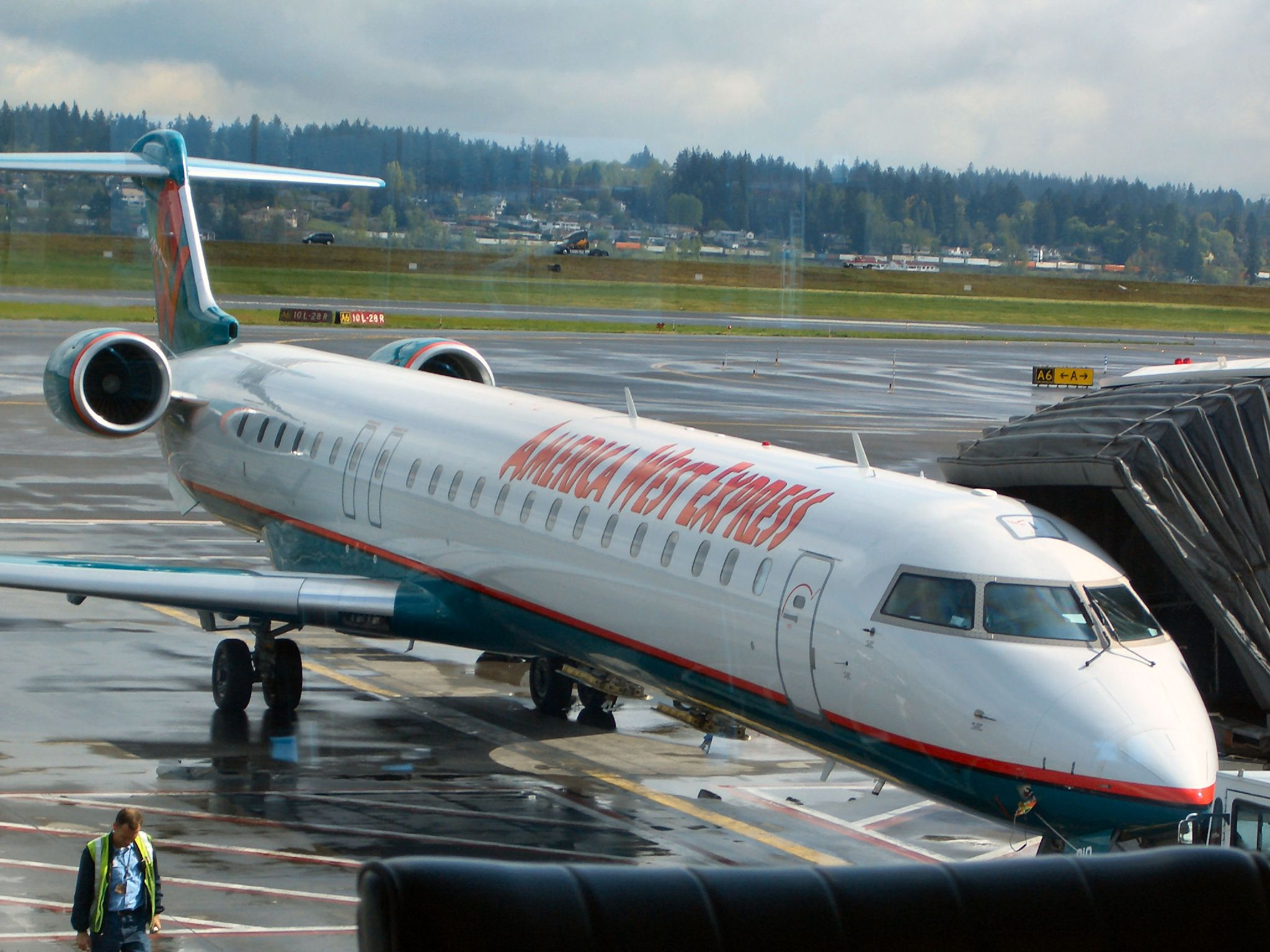
CRJ-900 Mesa Airlines в лівреї бренду America West Express.
Міжнародний аеропорт Портленд

Авіакомпанія Mesa Airlines була заснована в 1980 році Ларрі і Джейн Рисли (англ. Larry, Jane Risley) у місті Фармінгтон (Нью-Джерсі) як дочірнє підрозділ JB Aviation. У 1982 році компанія розпочала виконання комерційних перевезень під торговою маркою Mesa Air Shuttle, протягом п'яти наступних років перенесла свою штаб-квартиру в Нью-Мехіко і створила свій власний хаби в Міжнародному аеропорту Альбукерке і Міжнародному аеропорту Фінікс/Скай-Харбор.
У 1992 році Mesa Airlines уклала код-шерінгову угоду з авіакомпанією America West і хаб у Фініксі став вузловим аеропортом для маршрутної мережі регіонального підрозділу America West Express.
У 1997 році Mesa Airlines розгорнула невеликий хаб в Міжнародному аеропорту Форт-Уерт Мічем, використовуючи літаки Bombardier CRJ для виконання регулярних рейсів з Форт-Уерта в Сан-Антоніо, Остін, Х'юстон і Колорадо-Спрінгс. Надалі хаб в аеропорту Мічема був згорнутий, а транзитний вузол в аеропорту Альбукерке був переданий в експлуатацію авіакомпанії Air Midwest.

#### America West Express

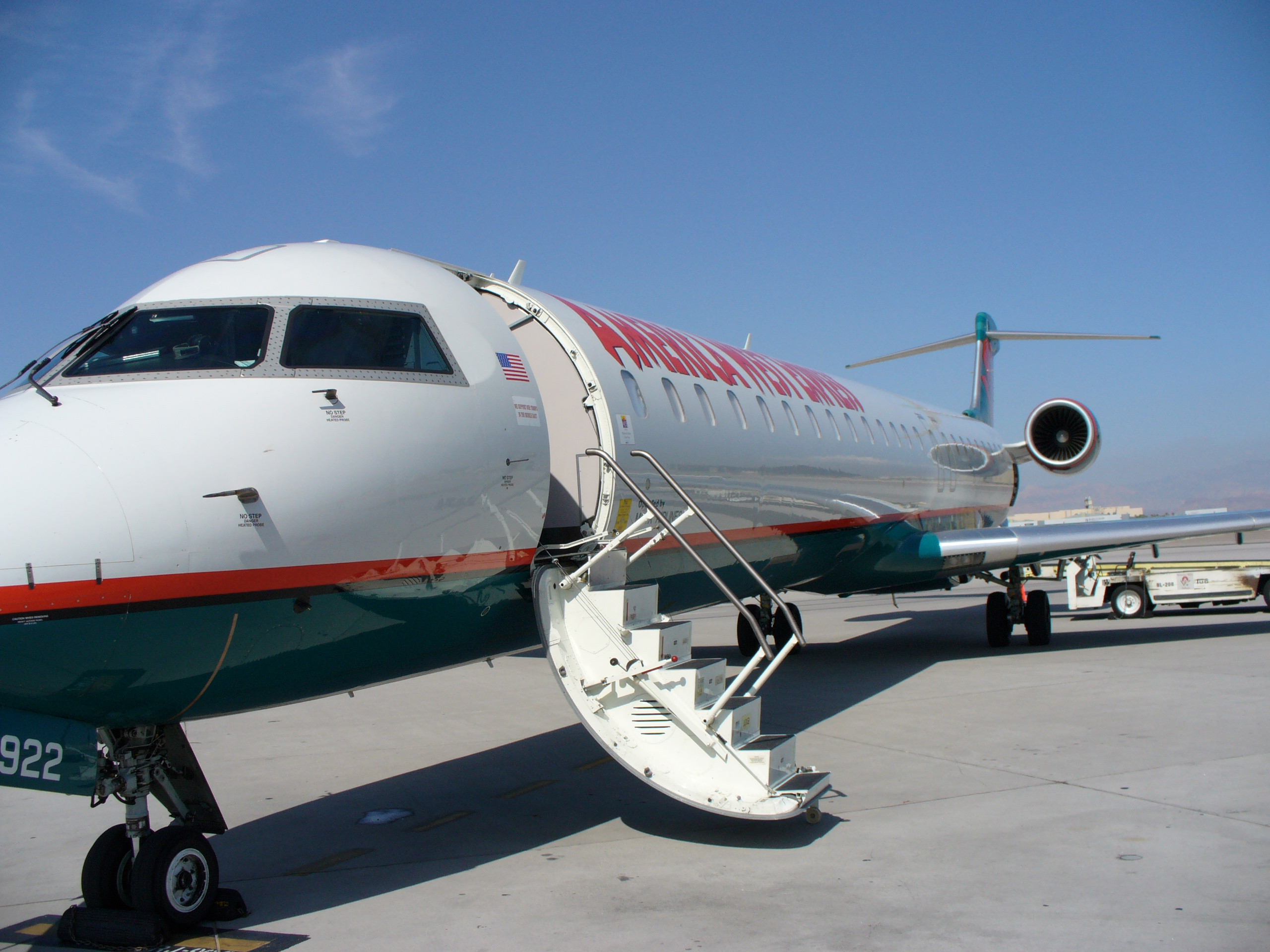
CRJ-900LR Mesa Airlines в Міжнародному аеропорту Лас-Вегаса Маккаран

У вересні 1992 року Mesa Airlines уклала партнерську угоду з авіакомпанією America West на використання торговельної марки AWA і її хаба в Міжнародному аеропорту Фінікс/Скай-Харбор і відкриття нових 12 регулярних маршрутів в довколишні міста. Даний договір дозволив в значній мірі розширити маршрутну мережу Mesa і збільшити частоту польотів на регулярних рейсах.
У 1997 році був приєднаний невеликий авіаперевізник Desert Sun Airlines, повітряний парк, який складався з літаків Fokker F70, був замінений на парк реактивних лайнерів Bombardier CRJ-200. Цими ж літаками модернізувався парк дочірньої авіакомпанії Air Midwest, що складався з літаків Beechcraft 1900. Починаючи з грудня 1997 року Mesa Airlines починає експлуатацію літаків de Havilland Canada Dash 8-200 на рейсах між містами Фінікс і Гранд Джанкшен (Колорадо). У 2003 році Mesa Airlines поглинула регіональну авіакомпанію Freedom Airlines, літаки якої (CRJ-900) згодом були передані в експлуатацію на маршрутній мережі America West Express.
16 вересня 2005 року відбулося злиття авіакомпаній America West і US Airways, при цьому повного об'єднання нумерації рейсів обох перевізників не відбулося з ряду причин, тому Mesa Airlines продовжує працювати під торговою маркою US Airways Express, але в код-шерінгову угоду бренду America West Express. В рамках даного договору регулярні рейси здійснюються на літаках CRJ-200, CRJ-900 і Dash-8, а як хаби використовуються хаби в Міжнародному аеропорту Шарлотт/Дуглас і Міжнародному аеропорту Фінікс/Скай-Харбор.

#### US Airways Express

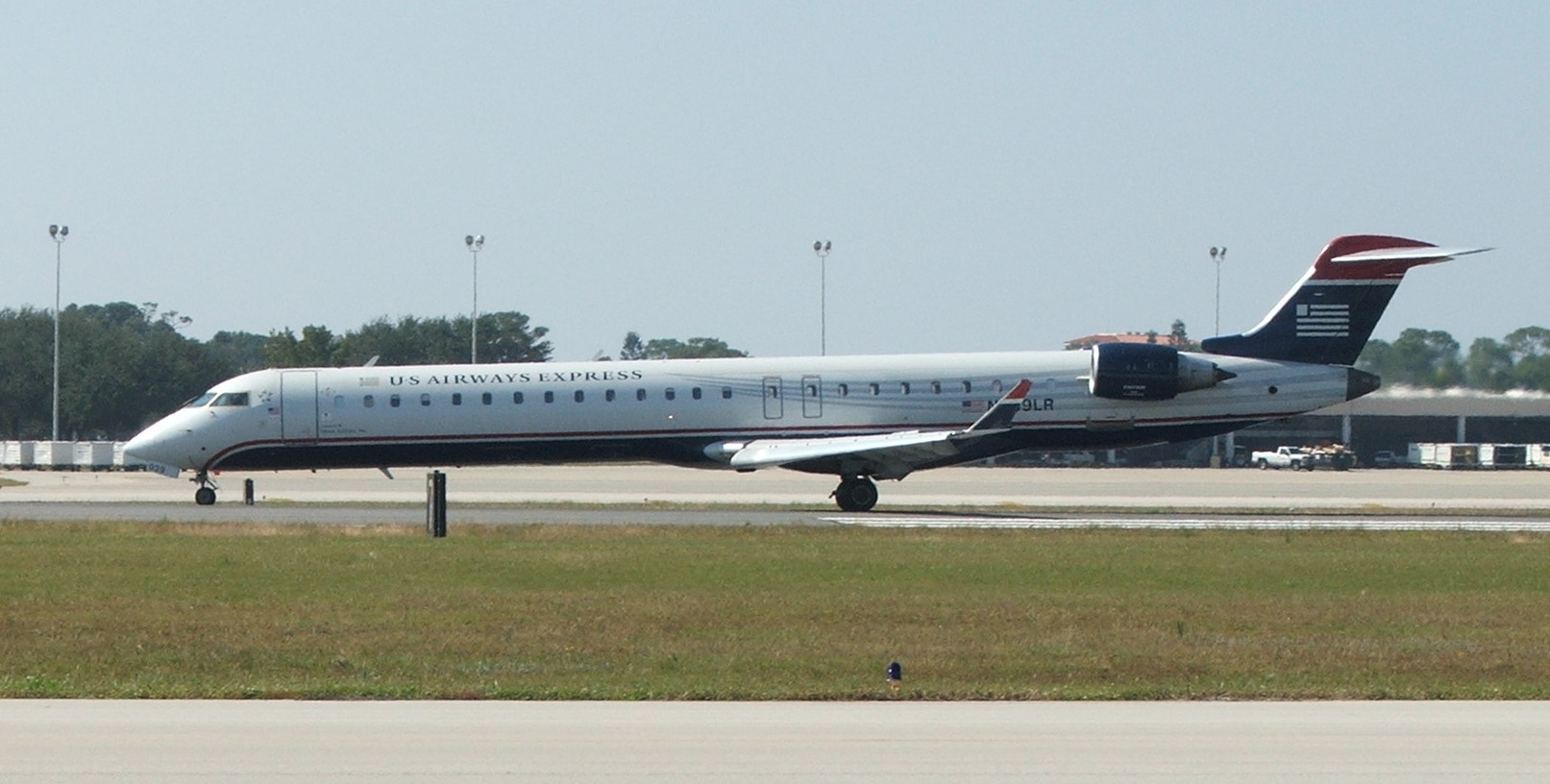
CRJ-900 Mesa Airlines в лівреї бренду US Airways Express, Міжнародний аеропорт Сарасота-Бредентон

У листопаді 1997 року Mesa Airlines уклала код-шерінгову угоду з магістральної авіакомпанії US Airways, за умовами якого 14 турбореактивних літаків передавалися в роботу під брендом US Airways Express на регулярних рейсах з хабів у Філадельфії і Шарлотт/Дуглас. У період з 1998 по 2000 роки дана угода послідовно здійснювалася в частині кількості використовуваних реактивних літаків — спочатку до 28, а потім і до 52 лайнерів. У 2000 році в процесі надходження нових літаків Embraer 145 Mesa Airlines поступово почала заміну CRJ-200 з передачею їх на маршрути America West, переслідуючи тим самим мета поділу експлуатованих типів літаків по окремим підрозділам.
У 2003 році 20 літаків CRJ-200 знову повернулися під бренд US Airways Express, поділ за типами повітряних суден відтепер проводилося по місцях базування: CRJ-200 працювали з хаба в Міжнародному аеропорту Філадельфії, а ERJ-145 — з Міжнародного аеропорту Шарлотт/Дуглас.
В процесі банкрутства авіакомпанії US Airways в 2005 році код-шерінгову угоду між авіаперевізниками було заморожено і Mesa Airlines почала переклад свого повітряного парку під нові договори з іншими авіакомпаніями. 26 літаків ERJ-145 були передані регіональним перевізнику Freedom Airlines, інші літаки ERJ та CRJ визначалися на роботу під брендом United Express магістральної авіакомпанії United Airlines. Тим не менш, рік потому, після завершення процедури злиття America West Airlines і US Airways, авіакомпанія Mesa Airlines отримала продовження код-шерінгової угоди з AWA і значне розширення власної маршрутної мережі за рахунок цієї угоди.

#### United Express
У 1990 році Mesa Airlines придбала у авіакомпанії Aspen Airways інфраструктуру її хаба в Міжнародному аеропорту Денвера і право на всі маршрути з Денвера, за винятком регулярного рейсу в Аспен. Була також спроба придбання прав на код-шерінгову угоду з United Airlines, яка закінчилася невдачею через відсутність Юнайтед інтересу до передачі прав на регулярні рейси під турбогвинтові 19-місцеві літаки. Дещо пізніше Mesa Airlines взяла в лізинг у свого колишнього конкурента, авіакомпанії Air Midwest, літаки Embraer EMB 120 Brasilia і після цього був укладений код-шерінговий договір з авіакомпанією United Airlines на роботу з транзитного вузла в Міжнародному аеропорту Денвера.
У 1995 році Mesa Airlines поглинає регіональну авіакомпанію California Pacific разом з її інфраструктурою хаба в Міжнародному аеропорту Лос-Анджелеса і інтегрує її маршрутну мережу в розклад United Express. Після чергового поглинання у вигляді компанії Superior Airlines і закриття її хаба в Міжнародному аеропорту Колумбус, приєднані операційні потужності переводяться на розширення діяльності United Express в Портленд та Сіетл. У 1997 році в результаті деяких проблем в хабі Денвера і розбіжностей між дочірнім підрозділом Mesa Airlines West Air і United Airlines, було розірвано код-шерінгову угоду на використання бренду United Express.
У результаті тривалих переговорів між Mesa Airlines і керівництвом United Airlines договір про партнерство між авіакомпаніями був відновлений лише в 2003 році. Станом на кінець 2008 року в рамках даного договору Mesa Airlines використовувала літаки CRJ-200 та CRJ-700, виконуючи пасажирські рейси з хабів у Міжнародного аеропорту Вашингтон Даллес і чиказького Міжнародний аеропорт О'Хара, а також Dash-8 та CRJ-700 з хаба в Міжнародному аеропорту Денвера.

### Skyway Airlines
Авіакомпанія Skyway Airlines створена у 1989 році в результаті партнерського договору на використання регіонального бренду Midwest Express і була першою спробою Mesa Airlines вийти на ринок пасажирських авіаперевезень Середнього Заходу США. З хаба компанії в Міжнародному аеропорту Мілвокі авіакомпанія виконувала регулярні рейси по 25 містам в дев'яти штатах північно-західній частині країни, використовуючи турбогвинтові Beechcraft 1900. Після закінчення терміну дії договір на використання бренду Midwest Express продовжений не був, авіакомпанія Midwest Airlines створила нову регіональну авіакомпанію Astral Airways для збереження маршрутів з Міжнародного аеропорту Мілвокі, а Mesa Airlines перевела персонал і літаки в дочірню авіакомпанію Superior Airlines для роботи під торговою маркою America West Express в Міжнародному аеропорту Колумбус.

### FloridaGulf Airlines
Дочірнє підрозділ FloridaGulf Airlines утворено в 1991 року після придбання Mesa Airlines авіакомпанії Air Midwest, генеральним директором нового перевізника був призначений Роберт Прідді (англ. Robert Priddy) — колишній ген.директор Air Midwest.
FloridaGulf Airlines працювала в рамках код-шерінгової угоди на використання бренду регіональних перевезень USAir Express магістральної авіакомпанії USAir. Зона діяльності компанії поширювалася на аеропорти південно-східній частині США і штату Флорида, операційний хаб перебував у Міжнародному аеропорту Темпи, повітряний парк складався з турбогвинтових літаків Beechcraft 1900. В подальшому були утворені вторинні хаби в аеропортах Орландо і Нового Орлеана.
У 1993 році FloridaGulf Airlines розширила свою маршрутну мережу на північний схід країни, розгорнувши власні транзитні вузли в міжнародних аеропортах Бостона і Філадельфії. У 1994 році авіакомпанія отримала шість нових літаків Embraer EMB 120 Brasilia. До моменту злиття в 1997 році з іншим дочірнім перевізником Air Midwest, авіакомпанія FloridaGulf Airlines експлуатувала 44 літака Beechcraft 1900 і 9 літаків Embraer-120мм, з'єднуючи регулярними пасажирськими рейсами 49 аеропортів країни.

### Superior Airlines
Після припинення діяльності авіакомпанії Skyway Airlines в 1994 році Mesa Airlines сформувала нового дочірнього авіаперевізника Superior Airlines для роботи під торговою маркою America West Express в Міжнародному аеропорту Колумбус. У 2003 році закінчився контракт на використання бренду America West Express, був закритий хаб в аеропорту Колумбус і Mesa Airlines знову перерозподілила операційні потужності на користь перевезень під регіональним брендом United Express.

### CalPac (California Pacific)
У 1993 році на базі поглиненої регіональної авіакомпанії California Pacific було створено дочірнє підрозділ CalPac для забезпечення перевезень під брендом United Express з хаба в Міжнародному аеропорту Лос-Анджелеса. Компанія виконувала рейси на літаках Embraer-120 за 12 напрямами західній частині США. У 1995 році CalPac була об'єднана з підрозділом Mesa Airlines, що працюють в рамках загального контракту United Express.

### Liberty Express Airlines
Дочірня авіакомпанія Liberty Express Airlines була створена в 1994 році на базі придбаного регіонального авіаперевізника Crown Airways, який базувався в Міжнародному аеропорту Піттсбурга, і працювала в рамках маршрутної мережі торгової марки USAir Express магістральної авіакомпанії USAir. До моменту злиття в 1997 році з іншим дочірнім перевізником Air Midwest, авіакомпанія Liberty Express Airlines експлуатувала 14 літаків Beechcraft 1900, виконуючи регулярні рейси по 17 пунктів призначення.

### Desert Sun Airlines
Дочірня авіакомпанія Desert Sun Airlines утворена в 1995 році для експлуатації літаків Fokker F-70 на рейсах під торговою маркою America West Express з хаба в Міжнародному аеропорту Фінікс/Скай-Харбор. В наступному році Desert Sun Airlines була об'єднана з підрозділом Mesa Airlines, що працюють в рамках загального контракту America West Express з паралельною заміною повітряного флоту на літаки Bombardier CRJ.

### go!

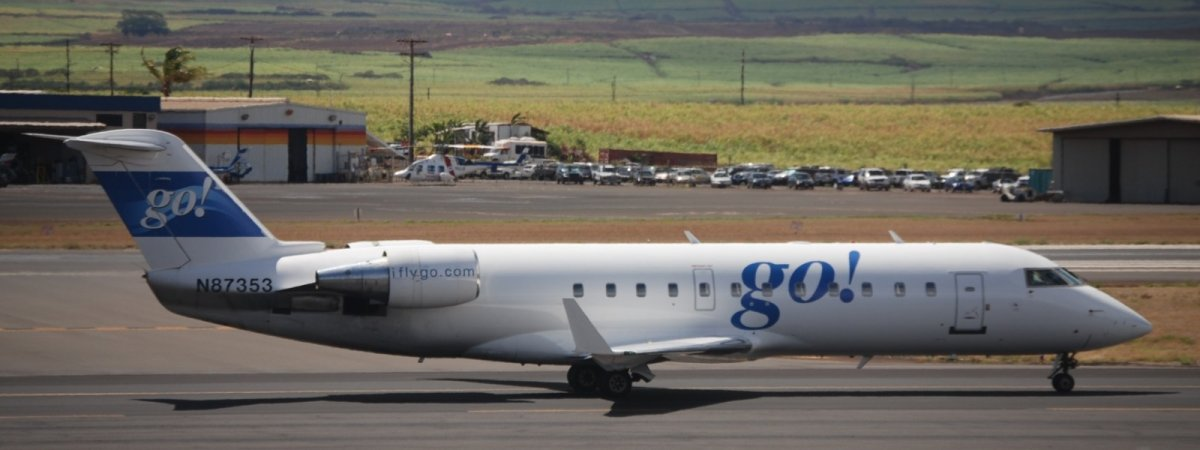
CRJ-200 авіакомпанії go! в аеропорту Мауї (Гаваї)

У 2006 році Mesa Airlines створює дочірню авіакомпанію go! для виконання пасажирських перевезень з хаба в Міжнародному аеропорту Гонолулу. Початковий повітряний флот авіакомпанії складався з п'яти літаків Bombardier CRJ. go! уклала код-шерінгову угоду з авіакомпанією Mokulele Airlines, яка в рамках даного договору забезпечує авіасполучення на літаках Cessna Caravan між хабом в аеропорту Гонолулу і аеропортами Гавайських островів, які не сертифіковані під прийом реактивних лайнерів.
Авіакомпанія go! була відповідачем за кількома судовими позовами інших авіакомпаній Hawaiian Airlines і Aloha Airlines, а також залучалася Федеральним Управлінням цивільної авіації США до розгляду обставин інциденту 13 лютого 2008 року з рейсом 1002 Гонолулу—Кволо.

### Kunpeng Airlines
У 2006 році Mesa Airlines і китайська авіакомпанія Shenzhen Airlines створили нове спільне підприємство в особі регіонального авіаперевізника Kunpeng Airlines. Компанія експлуатує[коли?] 5 літаків CRJ-200 і має у замовленні 102 регіональних літака CRJ-700 та CRJ-900. У 2009 році було прийнято рішення про лізинг CRJ-200 на користь нових лайнерів Embraer 190.

## Бази екіпажів
- Шарлотт (CRJ-900) — US Airways Express
- Чикаго (CRJ-200/700) — United Express
- Денвер (DHC-8-200) — United Express
- Гранд Джанкшен (DHC-8-200) — United Express
- Гонолулу (CRJ-200) — go!
- Кахулуи (CRJ-200) — go!
- Кона (CRJ-200) — go!
- Лихуэ (CRJ-200) — go!
- Фінікс (DHC-8-200), CRJ-200/900) — US Airways Express
- Міжнародний аеропорт Вашингтон Даллес (CRJ-200/700) — United Express

## Флот
Станом на травень 2008 року повітряний флот Mesa Air Group складався з 163 літаків:
| Тип літака                     | Всього                        | Пасажирських місць                                   | Дочірній експлуатант            |
| ------------------------------ | ----------------------------- | ---------------------------------------------------- | ------------------------------- |
| CRJ-900                        | 38 (7 замовлено) (112 опціон) | 86 або 76 з салоном першого класу (Delta Connection) | Mesa Airlines, Freedom Airlines |
| CRJ-700ER                      | 20 (112 опціон)               | 66                                                   | Mesa Airlines                   |
| CRJ-100/200                    | 47                            | 50                                                   | go!, Mesa Airlines              |
| de Havilland Canada Dash 8-200 | 16                            | 37                                                   | Mesa Airlines                   |
| Embraer ERJ-145LR              | 36 (64 опціон)                | 50                                                   | Freedom Airlines                |

## Авіаподії і нещасні випадки
- 13 лютого 2008 року, рейс 1002 авіакомпанії go! Гонолулу—Кволо. При підході до Міжнародного аеропорту Хіло диспетчери довгий час не могли встановити радіозв'язок з літаком CRJ-200. Лайнер пройшов точку зниження і пролетів ще 24 кілометри далі по курсу руху, після чого екіпаж вийшов на зв'язок, виконав розворот і посадив літак в пункті призначення. В результаті розслідування Федерального Управління цивільної авіації США заставлено, що обидва пілоти CRJ-200 заснули під час виконання 36-хвилинного регулярного рейсу. Ніхто з знаходилися на борту не постраждав, пілоти були звільнені з авіакомпанії.[4][5]